# City Park (quartier de La Nouvelle-Orléans)
Pour les articles homonymes, voir City Park.

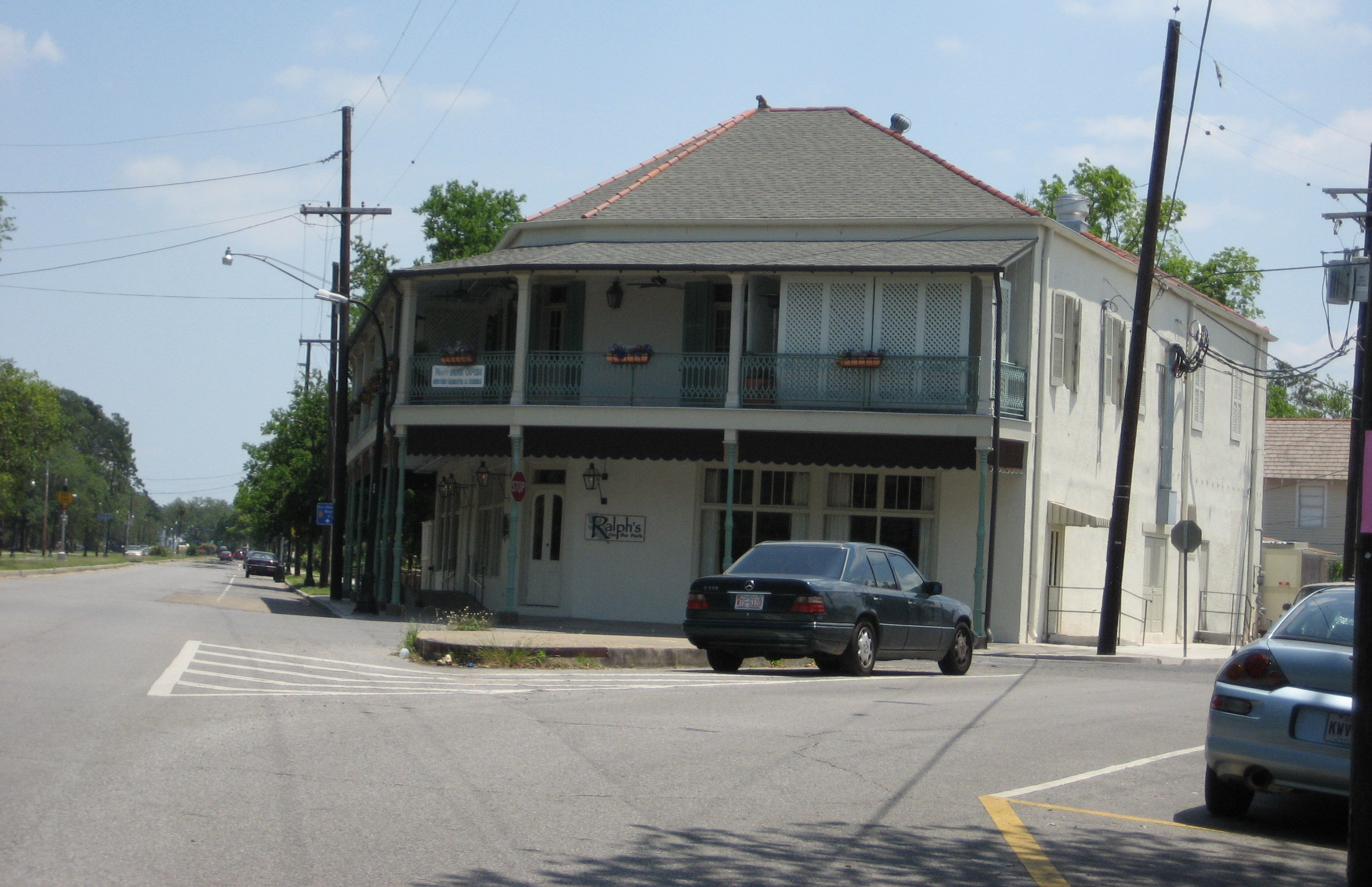
L'ancienne "Tavern on the park" située face au jardin public du City Park.

City Park est un quartier de La Nouvelle-Orléans en Louisiane.
Le quartier de City Park est situé à côté du vaste jardin public de City Park. C'est un faubourg résidentiel qui longe le bayou Saint-Jean.
La superficie du quartier de City Park est de 6,5 km2. Lors du dernier recensement de la population en 2010, le nombre d'habitants s'élevait à 1600 personnes. 
City Park se situe à zéro mètre d'altitude par rapport au niveau de la mer. c'était une zone marécageuse à l'époque de la Louisiane française. Les colons français asséchèrent l'endroit au cours du XVIIIe siècle pour en faire notamment une plantation. 
Les limites du quartier sont définies par le bayou Saint-Jean, le boulevard Robert E. Lee, l'avenue d'Orléans, l'avenue North Carrollton, la rue Toulouse et l'avenue City Park.